# The Day the Earth Stood Still (película de 2008)
The Day the Earth Stood Still (titulada: El día que la Tierra se detuvo en Hispanoamérica y Ultimátum a la Tierra en España)  es un film estadounidense de ciencia ficción de 2008, basado en la película de 1951 del mismo nombre de Robert Wise, Julian Blaustein y Edmund H. North, que a su vez se inspiró en el cuento El amo ha muerto (1940) de Henry Bates. Dirigida por Scott Derrickson y protagonizada por Keanu Reeves como Klaatu, la película actualiza los temas de la Guerra Fría como la guerra nuclear y habla acerca de la cuestión del calentamiento global. Su estreno en Estados Unidos, tanto en los cines convencionales como en las pantallas IMAX, fue el 12 de diciembre de 2008.

## Sinopsis
En 1928, un alpinista se encuentra con una esfera brillante durante una expedición en las montañas nevadas de la India. Luego, despierta después de una pérdida repentina de la conciencia, con la esfera habiendo desaparecido y con una cicatriz en su mano. En la actualidad, la Dra. Helen Benson (Jennifer Connelly), una profesora de Princeton, y otros científicos son movilizados de urgencia por el gobierno a fin de formular un plan de supervivencia cuando se teme que un gran objeto desconocido con una velocidad de 3x107m/s está en curso a la Tierra, e impactaría en Manhattan en poco más de una hora. Nada se puede hacer al respecto debido a que un satélite militar fundamental ha sido desactivado. Sin embargo, el objeto es una gran nave espacial biológica esférica, la que baja la velocidad suavemente y aterriza en Central Park. Un ser (tomado de la aparición del hombre en la escena de apertura de la película) llamado Klaatu (Keanu Reeves) se desprende de la esfera, mientras lo acompaña un gran robot. Klaatu, un representante de un grupo de razas extraterrestres, ha llegado para determinar si la humanidad puede revertir el daño ambiental que ha causado en el planeta Tierra. En la confusión, le disparan a Klaatu, pero sobrevive. El gran robot se activa y produce la interrupción de todos los sistemas eléctricos en la ciudad de Nueva York, incluidos muchos de los sistemas de defensa que el ejército preparaba en un perímetro alrededor de la nave espacial. Sin embargo, antes de que pueda hacer más daño, Klaatu le pide detenerse. Mientras se recupera de la herida, Klaatu es detenido por Regina Jackson (Kathy Bates), la Secretaría de Defensa de los Estados Unidos, y se le prohíbe hablar con las Naciones Unidas. Klaatu logra escapar, y de pronto se encuentra eludiendo a las autoridades en todo el norte de Nueva Jersey, específicamente Newark y la boscosa Highland con Helen y su hijastro Jacob (Jaden Smith).
Mientras tanto, la presencia de la esfera ha provocado un pánico en todo el mundo, y los militares logran capturar al robot después de que este frustra sus intentos de destruir la esfera usando vehículos aéreos no tripulados y misiles Sidewinder. Klaatu decide que se debe exterminar a los seres humanos para que el planeta -con la rara habilidad de mantener la vida compleja- pueda sobrevivir. Ordena a las esferas más pequeñas que anteriormente se ocultaron en la Tierra que empiecen a recoger a las especies animales del planeta, y Jackson recuerda al Arca de Noé, temiendo un cataclismo inminente. El robot, denominado "GORT" (Genetically Organized Robotic Technology [Tecnología Robótica Genéticamente Organizada], adaptado como Gran Organismo Robótico Transcibernético en la versión española) por el gobierno, es objeto de experimentos en las profundidades de una instalación subterránea en Virginia, cuando se transforma en un enjambre de insectos autorreplicantes como nanobots (Plaga gris) que comienzan a destruir todo en su camino de vuelta a Manhattan, entre ellos una gran parte del Ejército de los EE. UU.
Después de hablar con el ganador del Premio Nobel, el profesor Barnhardt (John Cleese) acerca de cómo atravesó su propia especie una drástica evolución para sobrevivir a su estrella moribunda, Klaatu es convencido por Helen de que los seres humanos pueden cambiar su forma de ser y que vale la pena salvarlos. Los tres comienzan la carrera hacia la esfera en Central Park, pero Klaatu les advierte que, incluso si logra detener a Gort esto tendrá un precio para la forma de vida humana. La nube de nanobots llega antes de que puedan llegar a la esfera y tienen que esconderse bajo un puente. Allí, se dan cuenta de que Jacob y Helen han sido infectados por los nanobots. Ella le pide a Klaatu salvar a Jacob. Klaatu salva a ambos mediante la transferencia de la infección a su propio cuerpo, entonces sacrifica su forma física para detener a Gort a pie a través de los nanobots hasta la esfera y tocarla. Sus acciones causan que la esfera emita un gran pulso que detiene a los nanobots, salva a la humanidad, destruyendo la plaga y apagando a todo el mundo, Para comenzar de nuevo.

## Reparto
- Keanu Reeves como Klaatu, un mensajero alienígena de forma humana. A Reeves no le gustan las adaptaciones, pero quedó impresionado por el guion, al que considera como una reimaginación. Ante la insistencia de Reeves, la clásica línea de "Klaatu barada nikto" se añadió al guion después de ser inicialmente omitida. Pasó muchas semanas asesorando la escritura, tratando de hacer una transición de Klaatu de un alien en forma humana a uno al que se le pueden apreciar sus emociones y creencias sutiles y matizadas. Derrickson dice que aunque Reeves no utiliza acciones "que son altamente inusuales o muy raras", sin embargo, "te mantiene consciente del hecho de que este ser que está caminando a través de esta película no es un humano".

- Jennifer Connelly como Helen Benson, una famosa astrobióloga de la Universidad de Princeton que es contratada por el gobierno para estudiar a Klaatu. Para Derrickson, Connelly fue la primera opción para el papel. Ella es una fan de la película original y piensa que Patricia Neal (actriz original de Helen) era "fabulosa", pero confía en su reinterpretación de la historia y de Helen, que fue una secretaría en la película original. Connelly destacó cómo Helen se sorprendió al conocer a Klaatu, ya que ella creía que nunca encontraría un alien sensible como él después de especular sobre la vida extraterrestre durante tanto tiempo.

- Jaden Smith como Jacob, hijastro de Helen, un rebelde de ocho años de edad. Su conflicto con su madrastra fue agravado por la muerte de su padre, e inicialmente no le agrada Klaatu, creyendo que es un potencial padrastro. Jacob sustituye al personaje de Bobby (Billy Gris) de la original, y su relación con Helen fue descrita como un microcosmos de la forma en que Klaatu viene a visitar a la Tierra. Smith dijo que encontró al papel de Jacob difícil de interpretar porque sentía que su carácter "enfrentaba" su personalidad.

- John Cleese hizo un cameo del profesor Barnhardt, un ganador del premio Nobel de Física que se especializa en la evolución del altruismo. Helen le lleva a Klaatu para profundizar su cambio de opinión. El actor se sorprendió de que los cineastas estén interesados en él, y decidió que interpretar un papel dramático sería más fácil que interpretar a un maníaco, que sería una comedia a su edad. Cleese dice que no está interesado en la vida extraterrestre porque a menudo filósofa sobre el propósito de la vida y por qué los seres humanos son distraídos por asuntos triviales. Al equipo le ha encantado trabajar con Cleese y se sintió triste cuando terminó su papel.

- Jon Hamm como Dr Michael Granier, un oficial de la NASA que recluta a Helen y a su equipo de investigación científica para estudiar a Klaatu. Originalmente, el personaje de Hamm era francés y de nombre Michel. A pesar de que está interesado en las matemáticas y la ciencia, Hamm encontró difícil su diálogo técnico y tuvo problemas con las líneas de la película en repetidas ocasiones.

- Kathy Bates como Regina Jackson, Secretaría de Defensa de los Estados Unidos. Bates había trabajado sólo dos semanas para filmar sus escenas, por lo que le pidió a menudo a Derrickson un arreglo de sus frases para que se entienda directamente el objetivo de su diálogo, en lugar de dar interpretaciones vagas.

- Robert Knepper

- Maisie Williams en una escena

## Producción

### Desarrollo
En 1994, 20th Century Fox y Erwin Stoff produjeron el éxito de la película de Keanu Reeves, Speed. Stoff estaba en una oficina del estudio cuando vio un cartel de El Día que la Tierra se Detuvo, lo que le hizo pensar sobre una adaptación con Reeves como Klaatu. En el momento que David Scarpa comenzó a escribir su proyecto en 2005, Thomas Rothman estaba a cargo de Fox y se encargó de adaptar la película. Scarpa consideró que todo lo de la película original aún es relevante, pero cambió la alegoría de la guerra nuclear a los daños al medio ambiente por "la forma de cómo ahora tenenemos la capacidad de destruir todo y a nosotros mismos". Scarpa tomó nota de los recientes eventos del huracán Katrina en 2005 cuando escribía el guion. Él notó que "la gente no quiere ser sermoneada acerca del medio ambiente". Desechó del discurso de Klaatu en la conclusión de la historia, porque "el público de hoy no está dispuesto a tolerar eso".
El director Scott Derrickson admira la película original del director Robert Wise, a quien reconoció como un estudiante de cine. En general no le gustan las adaptaciones, pero le gustó el guion (que fue un recuento de la historia, y no una verdadera adaptación). Él también explicó que The Day the Earth Stood Still  no es una película tan admirada como un clásico, a diferencia de El mago de Oz, que no le molestaría rehacer. Derrickson señala la adaptación de Philip Kaufman de 1978 de La Invasión de los Ladrones de Cuerpos. Klaatu fue más amenazante que en el film original, pues el director lo consideró un símbolo de la más compleja era del 2000. Se debatió si Klaatu aterrizaría en Washington D. C. como con el original, pero Derrickson optó por la ciudad de Nueva York porque le gustaba la idea de la esfera de Klaatu aterrizando en Central Park. Derrickson tampoco escribió la historia del regreso de Gort, que estuvo ausente en el guion que leyó, tomando nota de las acusaciones de fascismo en la película original respecto a la advertencia de Klaatu de que si la Tierra no era civil, la poderosa raza del robot Gort destruiría a todos.
El astrónomo Seth Shostak se desempeñó como consultor científico en la película, hizo una revisión del guion varias veces por errores, y dio sugerencias para la realización menos seca de los científicos. "Los científicos reales no describen un objeto entrando en el sistema solar como notable por el hecho de que no se estuviera moviendo en una elipse asteroidal, pero que se desplace tres veces diez siete metros por segundo". Más probablemente, dirían que es "¡una maldita roca atravesada en nuestro camino!" También señaló que los científicos deben referirse de uno a otro por su primer nombre.

### Rodaje
La filmación se llevó a cabo del 12 de diciembre de 2007 al 19 de marzo de 2008 en Vancouver Film Studios, Vancouver Forum, Deer Lake, Jericho Park y Simon Fraser University. La película fue programada originalmente para su lanzamiento el 9 de mayo de 2008, pero se retrasó al 12 de diciembre de 2008, porque la filmación comenzó más tarde de lo previsto. El rodaje no se veía afectado por la Huelga de guionistas en Hollywood de 2007-2008; Scarpa por entonces había escrito cuarenta proyectos para el guion. La película fue filmada en su mayor parte en sets porque era invierno en Vancouver.
Derrickson estaba fascinado por los colores de los esquemas. Optó por el azul verdoso y el naranja como los colores primarios para El Día de la Tierra se Detuvo. El estilo del almacenador de misiles militares para experimentar con Gort hizo hincapié en el gris y naranja, inspirado en una imagen de la lava que fluye a través de un campo de color gris.
Para la película, Barnhardt y Klaatu escribieron ecuaciones en una pizarra, son sumas extraídas de la relatividad general por Marco Peloso de la Universidad de Minnesota, y William Hiscock de la Universidad Estatal de Montana.

### Efectos
Weta Digital ha trabajado en la mayoría de los efectos, con trabajo adicional por Cinesite y Flash en sus obras cinematográficas. Las máquinas de la gente de Klaatu tienen una base biológica en lugar de una mecánica, como la teoría de Derrickson de que su nivel de adelanto se demuestra mediante su dominio de la ecología. Derrickson consideró que una audiencia moderna encontraría el platillo volador original muy desactualizado. El director también tomó nota de muchas películas que han sido influenciadas por El Día de la Tierra se Detuvo, por lo que necesitaban llevar nuevas ideas a la adaptación.
Propusieron que sus naves espaciales son como portales interdimensionales parecidos a orbes. Derrickson consideró que no se mostraría el interior de la nave, a diferencia del original, lo que haría que el público sintiera más curiosidad. Así como las generadas por computadora -como la nave de Klaatu de 300 pies, o el orbe de 3000 pies de altura que se levanta desde el mar- esferas de 700 libras de nueve pies de diámetro, fueron esculpidas por Costum Plastics, que construyeron las esferas para los parques temáticos de Disney. Las esferas se dividieron en dos para hacer más fácil su transporte. Es difícil poner luces dentro de ellas, porque se derriten. El equipo de efectos visuales pensó en las moléculas, gotas de agua y las superficies de Júpiter y Saturno para la textura de las esferas.
Klaatu es inicialmente descrito como un foco radiante de luz sensible. Él lo describe como un "útero caminante" de siete pies de altura de color gris, de forma que finalmente adquiere un aspecto totalmente humano. Los cineastas concibieron la forma transitoria, ya que pensaron en la idea de que los seres humanos confundieron los trajes espaciales con la piel del extraterrestre. Imágenes generadas por computadora y efectos prácticos obtuvieron la transformación. La creación de la forma del alien fue dirigida por Todd Masters, que contrató a un fabricante de juguetes sexuales para esculpir el traje de piel térmica con plástico y silicona.
Para la versión de Gort de la película, Derrickson exploró muchas posibilidades para representar el personaje, pero se dio cuenta de que un fiel homenaje al original era lo mejor. Su decimoquinto proyecto describió al robot como un "Tótem" de cuatro patas, que está en posición vertical después de disparar su arma de rayos. Okun explicó que hay muchos conceptos más "horribles" o "sorprendentes", pero tiene sentido que el robot asuma una forma humana familiar. Citó el monolito de 2001: Una odisea del espacio como una inspiración para la textura de Gort, señalando que "es una forma simple, que no tiene emoción [...] que simplemente es", lo que hace a Gort más alarmante al público es que no se puede decir lo que está pensando. El robot generado por computadora fue estimado por los animadores de 8 metros y medio de altura, mientras que en el original que fue interpretado por los 2 metros de altura Lock Martin. El modelo de computadora de Gort fue programado para reflejar la luz, y los cineastas gastaron el tiempo en sesiones de captura de movimiento para orientar el desempeño. Un actor llevaba pesos en las manos y los pies a fin de que los animadores pudieran aportar la sensación de peso y potencia a Gort. Su capacidad destructiva se basa en nubes de langostas.

### Banda sonora
El compositor Tyler Bates utilizó el Theremín, que Bernard Herrmann utilizó mucho para la película original. Bates y el que tocaba el theremín utilizaron el instrumento de una manera que recuerda a un efecto de sonido, especialmente durante la cirugía de Klaatu.

## Lanzamiento y recepción

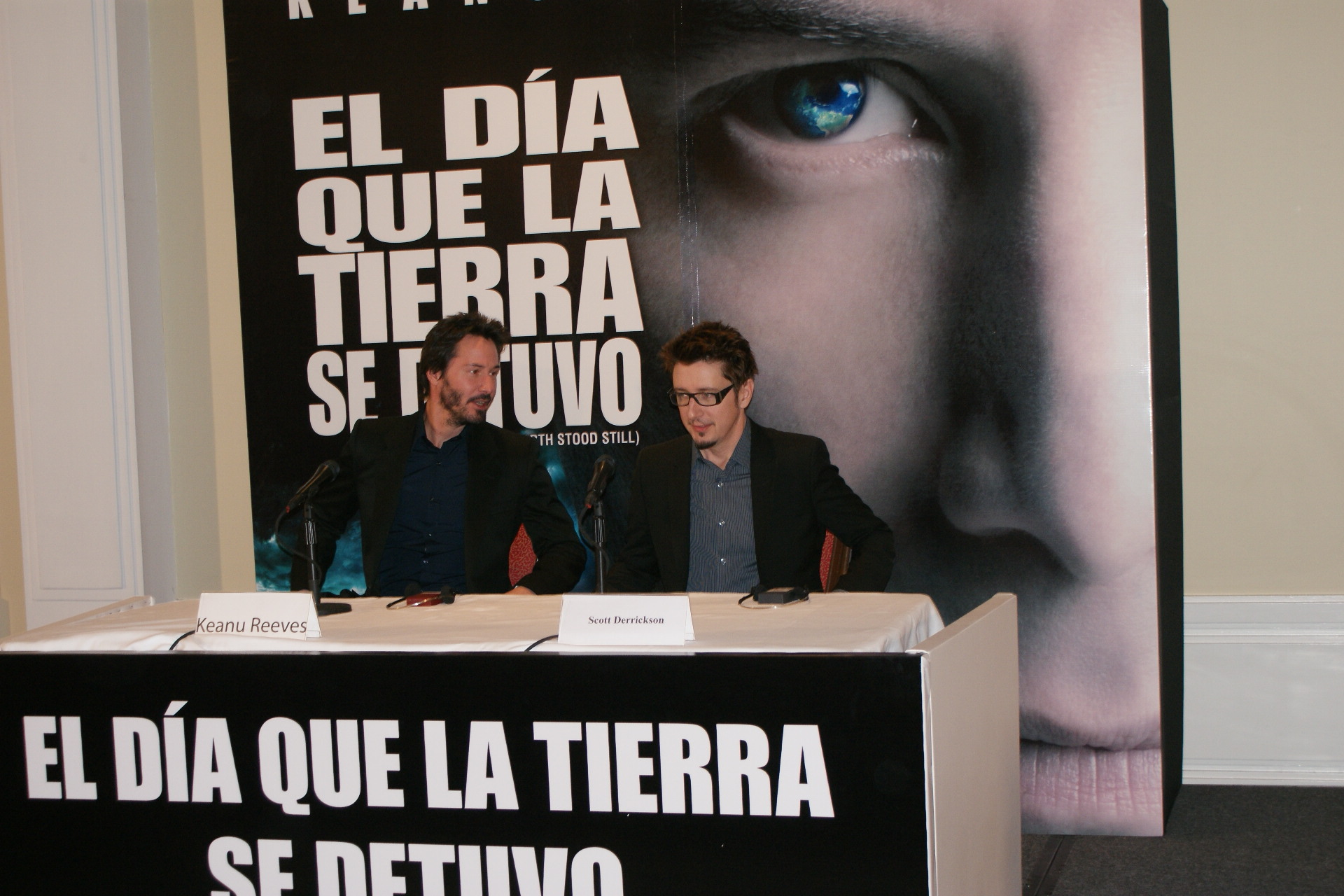
Keanu Reeves y Scott Derrickson en la promoción del film en México. 12 de diciembre de 2008.

- Antes de su estreno, El Día que la Tierra se Detuvo fue nominado como Mejor Efectos Visuales y Mejor Sonido en 2008 en los Satélite Awards. En el lanzamiento del film el 12 de diciembre de 2008 la Deep Space Communications Network en Cabo Cañaveral transmitió la película a Alfa Centauri.[2]

### Respuesta crítica
La película recibió comentarios negativos en general. Basado en 148 comentarios recogidos por Rotten Tomatoes, sólo el 20 % de ellos fueron positivos. Su consenso afirmó que la mayoría encontró la película "buena en los efectos especiales, pero sin una historia coherente en su base, [la película] es una reimaginación inferior de la película clásica de 1951 de ciencia ficción". Del mismo modo, otro agregador de revisiones, Metacritic, le dio una calificación de aprobación de 39/100 sobre la base de 33 comentarios.
Bruce Paterson de la Asociación de Críticos de Cine de Australia dio a la película 3 de 5 estrellas, escribiendo que en general, la película era "un triste destino para un sorprendentemente y sincero homenaje al clásico de Robert Wise de 1951". Kenneth Turan de Los Angeles Times, felicitó la actuación de Keanu Reeves y escribió en su examen que "En esta adaptación contemporánea de la película de ciencia ficción clásica sabían lo que estaban haciendo, cuando eligieron a Keanu Reeves".
A.O. Scott, del New York Times no se impresionó con el desempeño de Reeves, al comentar que "siempre Klaatu parece aburrido y distraído, tanto como lo hizo cuando se le conoció como Neo". William Arnold de Seattle Post-Intelligencer dio a la película una B- y escribió: "Es un intento bastante decente como lo que fue la antigua película en su tiempo, siguiendo la misma trama básica, en pleno respeto de las referencias a su modelo, que se actualiza con una galería de efectos especiales bastante imaginativa". Roger Ebert del Chicago Sun-Times dio a la película de 2 estrellas, y señaló que ésta había "tomado en serio su título ya que la trama se detiene junto a ella". También, Claudia Puig de USA Today dio a la película 2 estrellas y escribió en su examen que en su opinión la película fue "mohosa y poco original" y piensa que el único punto brillante de la película fue la "participación realista y activa" de Jaden Smith de 10 años.

### Rendimiento de la película
El fin de semana de su apertura en los Estados Unidos, la película empezó en el # 1 con 31 millones de dólares en 3560 salas con una media de 8708 dólares. A fecha de 8 de enero de 2009, la ganancia de la película en todo el mundo es de 203 748 785 dólares.

### Estrenos internacionales
| País                                                                          | Fecha de estreno                  |
| ----------------------------------------------------------------------------- | --------------------------------- |
| Alemania                                                                      | Jueves 11 de diciembre de 2008    |
| Argentina                                                                     | Jueves 1 de enero de 2009         |
| Australia                                                                     | Viernes 26 de diciembre de 2008   |
| Austria                                                                       | Viernes 12 de diciembre de 2008   |
| Baréin                                                                        | Jueves 11 de diciembre de 2008    |
| Bélgica                                                                       | Miércoles 10 de diciembre de 2008 |
| Belice · Costa Rica · El Salvador · Guatemala · Honduras · Nicaragua · Panamá | Viernes 12 de diciembre de 2008   |
| Bolivia                                                                       | Jueves 11 de diciembre de 2008    |
| Brasil                                                                        | Viernes 9 de enero de 2009        |
| Bulgaria                                                                      | Viernes 12 de diciembre de 2008   |
| Chile                                                                         | Jueves 11 de diciembre de 2008    |
| Chipre                                                                        | Jueves 11 de diciembre de 2008    |
| Colombia                                                                      | Viernes 12 de diciembre de 2008   |
| Corea del Sur                                                                 | Miércoles 24 de diciembre de 2008 |
| Croacia                                                                       | Jueves 11 de diciembre de 2008    |
| Dinamarca                                                                     | Viernes 12 de diciembre de 2008   |
| Ecuador                                                                       | Viernes 19 de diciembre de 2008   |
| Egipto                                                                        | Miércoles 31 de diciembre de 2008 |
| Emiratos Árabes Unidos                                                        | Jueves 11 de diciembre de 2008    |
| Eslovenia                                                                     | Jueves 11 de diciembre de 2008    |
| España                                                                        | Viernes 12 de diciembre de 2008   |
| Estados Unidos · Canadá                                                       | Viernes 12 de diciembre de 2008   |
| Estonia                                                                       | Viernes 12 de diciembre de 2008   |
| Etiopía                                                                       | Viernes 12 de diciembre de 2008   |
| Filipinas                                                                     | Miércoles 10 de diciembre de 2008 |
| Finlandia                                                                     | Viernes 12 de diciembre de 2008   |
| Francia                                                                       | Miércoles 10 de diciembre de 2008 |

| País                         | Fecha de estreno                  |
| ---------------------------- | --------------------------------- |
| Grecia                       | Jueves 11 de diciembre de 2008    |
| Hong Kong                    | Jueves 11 de diciembre de 2008    |
| Hungría                      | Jueves 11 de diciembre de 2008    |
| India                        | Viernes 12 de diciembre de 2008   |
| Indonesia                    | Miércoles 10 de diciembre de 2008 |
| Islandia                     | Jueves 11 de diciembre de 2008    |
| Israel                       | Jueves 11 de diciembre de 2008    |
| Italia                       | Viernes 12 de diciembre de 2008   |
| Jamaica                      | Miércoles 10 de diciembre de 2008 |
| Japón                        | Sábado 20 de diciembre de 2008    |
| Jordania                     | Miércoles 10 de diciembre de 2008 |
| Kazajistán                   | Jueves 11 de diciembre de 2008    |
| Kuwait                       | Jueves 11 de diciembre de 2008    |
| Letonia                      | Viernes 12 de diciembre de 2008   |
| Líbano                       | Jueves 11 de diciembre de 2008    |
| Lituania                     | Viernes 12 de diciembre de 2008   |
| Malasia                      | Jueves 11 de diciembre de 2008    |
| México                       | Viernes 12 de diciembre de 2008   |
| Nigeria                      | Viernes 19 de diciembre de 2008   |
| Noruega                      | Viernes 12 de diciembre de 2008   |
| Nueva Zelanda                | Jueves 11 de diciembre de 2008    |
| Omán                         | Jueves 11 de diciembre de 2008    |
| Países Bajos                 | Jueves 11 de diciembre de 2008    |
| Perú                         | Jueves 11 de diciembre de 2008    |
| Polonia                      | Viernes 16 de enero de 2009       |
| Portugal                     | Jueves 11 de diciembre de 2008    |
| Puerto Rico                  | Jueves 11 de diciembre de 2008    |
| Catar                        | Jueves 11 de diciembre de 2008    |
| Reino Unido Irlanda          | Viernes 12 de diciembre de 2008   |
| República Checa · Eslovaquia | Jueves 11 de diciembre de 2008    |
| República Dominicana         | Jueves 25 de diciembre de 2008    |
| Rumania                      | Viernes 12 de diciembre de 2008   |
| Rusia                        | Jueves 11 de diciembre de 2008    |
| Serbia y Montenegro          | Jueves 11 de diciembre de 2008    |
| Singapur                     | Jueves 11 de diciembre de 2008    |
| Sudáfrica                    | Viernes 12 de diciembre de 2008   |
| Suecia                       | Viernes 12 de diciembre de 2008   |
| Suiza                        | Miércoles 10 de diciembre de 2008 |
| Tailandia                    | Miércoles 10 de diciembre de 2008 |
| Taiwán                       | Sábado 13 de diciembre de 2008    |
| Turquía                      | Viernes 12 de diciembre de 2008   |
| Ucrania                      | Jueves 11 de diciembre de 2008    |
| Uruguay                      | Viernes 2 de enero de 2009        |
| Venezuela                    | Viernes 12 de diciembre de 2008   |
| Vietnam                      | Miércoles 24 de diciembre de 2008 |